# Сесар (река)
Сесар (шп. Río Cesar) је река у Јужној Америци, у северном делу Колумбије. Извире на источним падинама планине Сјера Невада де Санта Марта, која је део система Северних Анда. Тече према југу и представља синклиналу између поменуте планине и венца Серанија де Периха, који је продужетак Источних Кордиљера. Дужина реке Сесар је 280 km, а њен слив захвата око 10.000 km². Прима неколико притока од којих су најзначајније Бадиљо и Гватапури. У горњем делу тока на обалама реке Сесар је и град Ваљедупар. Улива се у реку Магдалену, као њена десна притока код места Ел Банко.